# ミウラアカネ
ミウラ アカネ（女性、1997年2月8日 - ）は、日本のプロレスラー。千葉県習志野市出身。東京女子プロレスに所属していた。

## 経歴
2014年
- 6月4日、渋谷DESEOにて中島翔子とエキシビション[2]。
- 8月2日、新木場1stRINGにて清水愛、えーりんとの3WAYでデビュー。えーりんが清水のジャイアントスイングで目が回り倒れたところでジャンピング・ボディープレスを浴びせ勝利[3]。
- 9月22日、練習中に肩鎖関節を負傷、直後の大会を欠場。
- 11月1日、 ポートレース戸田でのイベントプロレスで復帰。
- 11月22日、王子BASEMENT MONSTAR大会より、のの子とのタッグ「バストデラックス」を始動。初陣にて山下実優＆えーりんと対戦し、ミウラが山下からギブアップ勝利を奪う大金星。

2015年
- 6月7日、王子大会にて山下とのシングル。タッグ戦に続きこちらも勝利。
- 12月12日、ポイズン澤田JULIEの誘いを受け入れ蛇界入り。

2016年
- 1月4日、後楽園ホール大会に、蛇界転生を果たしたポイズン・ミウラとして登場、澤田の呪文による介入もあり赤宮サキに勝利。
- 4月2日、春日部大会での決着戦にて赤宮サキに破れ、解毒剤を飲み元に戻る。

2017年
- 2月8日、20歳を機に高卒資格を取り直すため東京女子プロレス卒業を発表。学業との2足のわらじも考えたが、中退した過去もあるため4年間は学業に専念するという[4]。プロレス卒業後も東京女子プロレスにはスタッフとして関わっている。
- 3月25日、ラジアントホール大会で、卒業試合として山下実優とのシングルマッチを行い、プロレスラー引退[5][6]。

2022年
- 3月19日、両国国技館大会『GRAND PRINCESS '22』でのハイパーミサヲと高木三四郎の一騎打ちの最中、両者が持ち込んだ戦闘用自転車を片付けていたところ、高木がペンライトを使ってミサヲを殴打していたのを止めに入る。高木のペンライトを奪い取って高木を殴打した後、ラリアットで倒してミサヲをアシストした[7]。

## 得意技
- ラリアット
  - 主なフィニッシャー。蛇界時代は「アナコンダハンマー」という名前で使用していた。
- ロックボトム
- キャトルミューティレーション
  - ポイズン澤田JULIEの得意技
- バン・キュッ・パン
  - 変形の鎌固め。
- ゴーストバスター
  - パイルドライバー式フェイスバスター。
- カナディアン・バックブリーカー
- パワースラム

## 入場曲
残月（己龍）

## 出演

### 映画
- 劇場版 東京女子プロレス 爆音セレナーデ（2015年12月19日、監督：嵐山みちる）[8]